# Senhorio de Salvaterra
 Lista dos Senhores de Salvaterra de Magos 
- Diogo Sarmento Sotomaior, senhor de Salvaterra.
- Diogo Sarmento de Sotomaior, senhor de Salvaterra.
- D. Nuno Manoel, senhor de Salvaterra de Magos (c. 1469 + Lisboa)
- D. Nuno Manuel, senhor de Salvaterra e Tancos (1520 - ?)
- Brites de Mendonça, senhora de Salvaterra.
- D. António Prior do Crato, senhor de Salvaterra
- Afonso Esteves, senhor de Salvaterra